# Mbilla Etame
Serges Flavier Mbilla Etame (* 22. Juni 1988 in Abengue) ist ein kamerunischer Fußballspieler.

## Karriere
Mbilla Etame kam in der kamerunischen Stadt Abengue auf die Welt und begann hier mit dem Vereinsfußball. So spielte er bis ins Jahr 2008 für Union Douala.
In der Winterpause der Spielzeit 2008/09 einigte er sich mit dem damaligen türkischen Zweitligisten Adanaspor und wechselte in die türkische TFF 1. Lig. Hier eroberte er sich auf Anhieb einen Stammplatz im Profi-Team. Die Saison 2010/11 wurde er mit 17 Treffern gemeinsam mit Simon Zenke Torschützenkönig der TFF 1. Lig. Zum Saisonende 2011/12 erreichte man den Einzug bis ins Playoff-Finale der TFF 1. Lig. Im Finale unterlag man in der Verlängerung Kasımpaşa Istanbul 2:3 und verpasste somit den Aufstieg in die Süper Lig erst in der letzten Begegnung. Mbilla Etame gelang dabei kurz vor Ende der regulären Spielzeit der Ausgleichstreffer zum 2:2.
Im September 2014 kehrte Etame in die Türkei zurück und heuerte beim Zweitligisten Samsunspor an. Nach einer Saison für Samsunspor wechselte er zum Erstligisten Antalyaspor. Im Sommer 2017 wechselte er zum Liga- und Provinzrivalen Alanyaspor. Dort spielte er zwei Jahre und wann dann ein halbes Jahr ohne Verein, ehe ihn Adanaspor erneut verpflichtete. Zuletzt war er bis zum Februar 2021 bei Ankaraspor aktiv.

## Auszeichnungen
- Torschützenkönig der TFF 1. Lig: 2010/11 gemeinsam mit Simon Zenke